# Champvert (Lyon)
Champvert est un quartier situé à cheval entre les 5e et 9e arrondissements de la ville de Lyon.

## Situation
Il est délimité à l'Est par le quartier de Saint-Just, au Sud par le quartier du Point-du-Jour, à l'Ouest par la commune de Tassin-la-Demi-Lune, au Nord-Est par le quartier de Gorge de Loup et au Nord-Ouest par le quartier des Deux-Amants que l'on assimile au quartier de Champvert.

## Transports et voirie
L'artère principale de ce quartier est l'avenue Barthélemy Buyer qui traverse le quartier d'Est en Ouest et correspond au tracé de la Nationale 7.

### Accès
Le quartier de Champvert est desservi par les Transports en commun lyonnais (TCL) :
- la ligne 45 suit l'avenue Barthélémy Buyer à l'ouest vers la station de métro Gorge de Loup, en passant par le Boulevard des Héspérides (arrêt Montribloud), pour atteindre son terminus Croix-Rousse. Dans l'autre sens, elle emprunte la rue de Champvert pour desservir le quartier du Point-de-Jour avant de terminer sa course à Valdo ;
- la ligne 55 suit l'avenue Barthélémy Buyer, à l'ouest en direction de l'école Centrale d'Écully (Campus Lyon Ouest) en passant par Tassin-la-Demi-Lune, et à l'est en direction du pôle multimodal de Perrache, en passant par Saint-Just ;
- la ligne 90 suit l'avenue Barthélémy Buyer à l'est pour atteindre la station de métro Gorge-de-Loup en descendant par l'avenue Sidoine Apollinaire, avant de remonter vers Saint-Just pour redescendre ensuite vers la Gare de Lyon-Vaise. En sens inverse, elle emprunte la rue de Champvert pour desservir le quartier du Point-du-Jour avant d'atteindre son terminus Sainte-Foy Châtelain.

## Histoire
Le quartier de Champvert a une histoire ancienne. Une voie romaine, nommée voie de l'Océan parce qu'elle conduisait jusqu'à la Manche, aboutisant à Gesoriacum (Boulogne-sur-Mer). Au départ de la cité romaine, elle s'oriente plein ouest depuis le haut de la colline de Fourvière, empruntant l'artère que constitue, de nos jours, l'avenue Barthélemy Buyer pour gagner ensuite le nord, via le quartier de Valmy, où un tronçon important a été exhumé en 1999 et 2000.
Au Moyen Âge, Champvert alterne bois et pâturages. Au lieu-dit les Massues, des brigands pillaient sans vergogne les égarés qui venaient se perdre dans les bois. Le quartier Champvert a longtemps été l’apanage de la haute bourgeoisie lyonnaise qui possédait de vastes propriétés entourées de hauts murs débordant d’arbres très hauts. Ce quartier était d’ailleurs surnommé « La petite Provence ». Certains domaines sont restés, tel que la Maison Neyrand mais la plupart ont disparu. Dans les années 1950-60, le quartier fut bouleversé avec la création de l’autoroute et de la bretelle vers Tassin et Ménival qui trancha le bout du plateau entre la chapelle de St Roch de Grange Blanche et Montribould (parc de la Chapelle), engendrant démolitions, expropriations puis reconstruction d’immeubles dans les parcs.

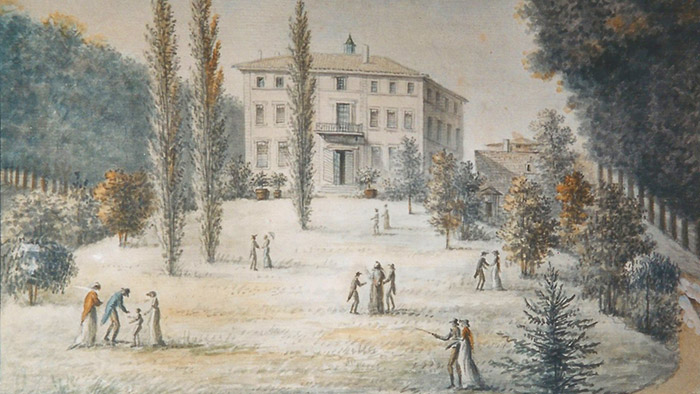
Champvert (Lyon), maison d’été de Gabriel-Barthélemy de Magneval rue de Montribloud, 1750.

- Maison Magneval : belle demeure dans laquelle habitait à la belle saison Gabriel-Barthélemy de Magneval (1751-1821), député de Lyon[2], détruite après expropriation pour construire la résidence et le parc des Hautefeuilles en 1970[3],[4].

La croissance de l'agglomération lyonnaise et la proximité de Champvert par rapport à Lyon font de ce quartier un lieu convoité des promoteurs. Dans les années 1950 et 1960, les premiers ensembles immobiliers se construisent au milieu de parcs boisés où se dressaient jadis de belles villas. La résidence Champvert, est le premier grand ensemble à se construire. Viennent ensuite les immeubles de l'ensemble Bellemain, et Pitance. Entre le quartier du Point du Jour et de Champvert se construit dans les années 1970 l'ensemble de la rue Sœur Janin. Parallèlement à l'urbanisation du quartier se construisent des écoles le long de l'avenue Barthélémy Buyer et un centre commercial.
Malgré le bétonnage du quartier, il subsiste de nombreux espaces verts. Une voie piétonne et arborée traverse le quartier parallèlement à l'avenue Barthélémy Buyer. Il s'agit du tracé d'un train reliant la gare de Saint-Just à Vaugneray. Le parc de Champvert conserve une luxueuse villa art déco qui abrite la bibliothèque du quartier.

## Activités
Champvert est aussi le lieu où se trouve le centre médico-chirurgical et de réadaptation des Massues (CMCR) qui accueille les patients nécessitant une chirurgie de la colonne vertébrale ou une rééducation lourde.
Le quartier abrite aussi la clinique médicale de Champvert qui assure le traitement psychiatrique et psychothérapique des troubles psychiques de l'adulte.